# Yuanping
Yuanping (Chinees: 原平市; Pinyin: Yuánpíng Shì) is een stad in China, in de provincie Shanxi met 470.000 inwoners (2002).